# Spółdzielnia Wydawnicza „Czytelnik”
Spółdzielnia Wydawnicza „Czytelnik” (SW „Czytelnik”, „Czytelnik”) – polskie wydawnictwo o profilu humanistyczno-literackim istniejące od 1944 z siedzibą w Warszawie. Jest najstarszym powojennym wydawnictwem polskim.

## Historia wydawnictwa
Wydawnictwo założone zostało w 1944 r. w Lublinie z inicjatywy Jerzego Borejszy, w 1945 po półrocznej działalności w Łodzi przeniesione zostało ostatecznie do Warszawy.
Początkowo oficyna wydawała głównie podręczniki i masowe niedrogie wydania klasyki, a także nowe tytuły prasowe – m.in: „Życie Warszawy”, „Dziennik Polski”, „Rzeczpospolita” oraz periodyki takie, jak: „Przekrój”, „Przyjaciółka”, „Odrodzenie”, „Kuźnica”, „Twórczość”, „Problemy”. W okresie 1945–1948 było to centrum polskiej kultury, pod kontrolą Borejszy, nazywane „imperium” lub „państwem w państwie”. Wydawnictwo organizowało biblioteki i księgarnie. W 1948 roku zainicjowało nową formę popularyzacji czytelnictwa Tygodniową Bibliotekę Obiegową. Straciło na znaczeniu po usunięciu Borejszy z kierownictwa wydawnictwa w 1948 r. Głośne tytuły z tego okresu to: Popiół i diament Jerzego Andrzejewskiego, Kwiaty polskie Juliana Tuwima. Od 1951 r. wydawanie dzienników i innych czasopism przejęła Robotnicza Spółdzielnia Wydawnicza „Prasa” (RSW). W 1957 wydawnictwo otworzyło Kawiarnię Czytelnika w Warszawie, przy ulicy Wiejskiej 12, która była miejscem spotkań ludzi polskiej kultury.
Do autorów przezeń publikowanych należą m.in. Maria Dąbrowska, Stanisław Grochowiak, Zofia Nałkowska, Gustaw Herling-Grudziński, Ryszard Kapuściński, Tadeusz Konwicki, Julian Tuwim, Aleksander Wat oraz Alessandro Baricco, Jacques Le Goff, Wiktor Jerofiejew, Ernst Jünger, Sándor Márai, Philip Roth. 
W latach 90. XX wieku i na początku XXI wieku sprzedaż wydawnictwa malała. W 2017 miało 440 tys. złotych straty. Prezesem zarządu został wtedy Marian Sewerski, menadżer z doświadczeniem z koncernów paliwowych. W 2022 spółdzielnia miała 4,19 mln zł przychodów i 369 tys. zł zysku.
Obecnie wydaje literaturę piękną, publicystykę, pamiętniki, reportaże. Publikuje ok. 30 tytułów rocznie. Od 2014 wydawnictwo publikuje e-booki, od 2021 audiobooki. 
W latach 2006–2012 redaktorem naczelnym wydawnictwa był Janusz Drzewucki.

## Serie wydawnicze
Do najbardziej znanych serii wydawniczych prowadzonych przez SW „Czytelnik” należą: 
- Nike,
- Nowy Sympozjon,
- Archiwum „Kultury”,
- Wspomnienia i relacje,
- Pejzaże Kultury,
- Głowy Wawelskie,
- Poeci Polscy,
- Z jamnikiem,

a także serie międzywydawnicze:
- Biblioteka Klasyki Polskiej i Obcej,
- Biblioteka Literatury XXX-lecia.

## Prezesi zarządu
- Jerzy Borejsza (1944–1948),
- Jerzy Pański 1948–1951),
- Jan Stefczyk (1952–1954),
- Ludwik Kasiński (1955–1975),
- Stanisław Bębenek (1975–1988),
- Wacław Sadkowski (1989–1990),
- Jerzy S. Sito (1990–1991),
- Stefan Bratkowski (1991–1992),
- Marek Bogucki (1992–1993),
- Włodzimierz Michalak (1994–1995),
- Marek Żakowski (1995–2017),
- Marian Sewerski (od 2017)[2]